# Peneothello cryptoleuca
Peneothello cryptoleuca là một loài chim trong họ Petroicidae.